# كارل إم. بلوك
كارل إم. بلوك (بالإنجليزية: Karl M. Block)‏ هو قسيس أمريكي، ولد في 27 سبتمبر 1886 في واشنطن العاصمة في الولايات المتحدة، وتوفي في 20 سبتمبر 1958.